# Salmovský palác
Salmovský palác je velká klasicistní budova palácového typu na Hradčanském náměstí č. 186/1 na pražských Hradčanech v městské části Praha 1. Od roku 1964 je kulturní památkou.

## Historie
Stavbu nechal provést v letech 1800–1811 pražský arcibiskup Vilém Florentin, princ Salm-Salm (1745–1810) podle návrhu Františka Pavíčka (1776–1861) na místě, kde před tím stálo několik menších šlechtických sídel. Původně se mělo jednat o luxusní bytový dům, ale sloužil církevní správě. Palác roku 1811 koupili Schwarzenbergové a byl v roce 1940 zkonfiskován nejprve německými okupanty a v roce 1947 československým státem. Byly tu umístěny byty (v roce 1955 zde bydlel např. filolog Petr Sgall) a poté až do roku 1983 velvyslanectví Švýcarské konfederace.
Od roku 2002 přešel palác do správy Národní galerie, která v něm začala působit od roku 2004. V paláci proběhl archeologický průzkum dokončený v roce 2006 a následná rekonstrukce. Objekt je funkčně propojen se sousedním Schwarzenberským palácem, který je také v užívání Národní galerie. Autory nových stavebních úprav jsou Josef Pleskot a Eva Jiřičná. V 1. a 2. patře paláce byla od 17. října 2014 umístěna dlouhodobá expozice Národní galerie Umění 19. století od klasicismu k romantismu. Přízemí slouží pro krátkodobější výstavy.

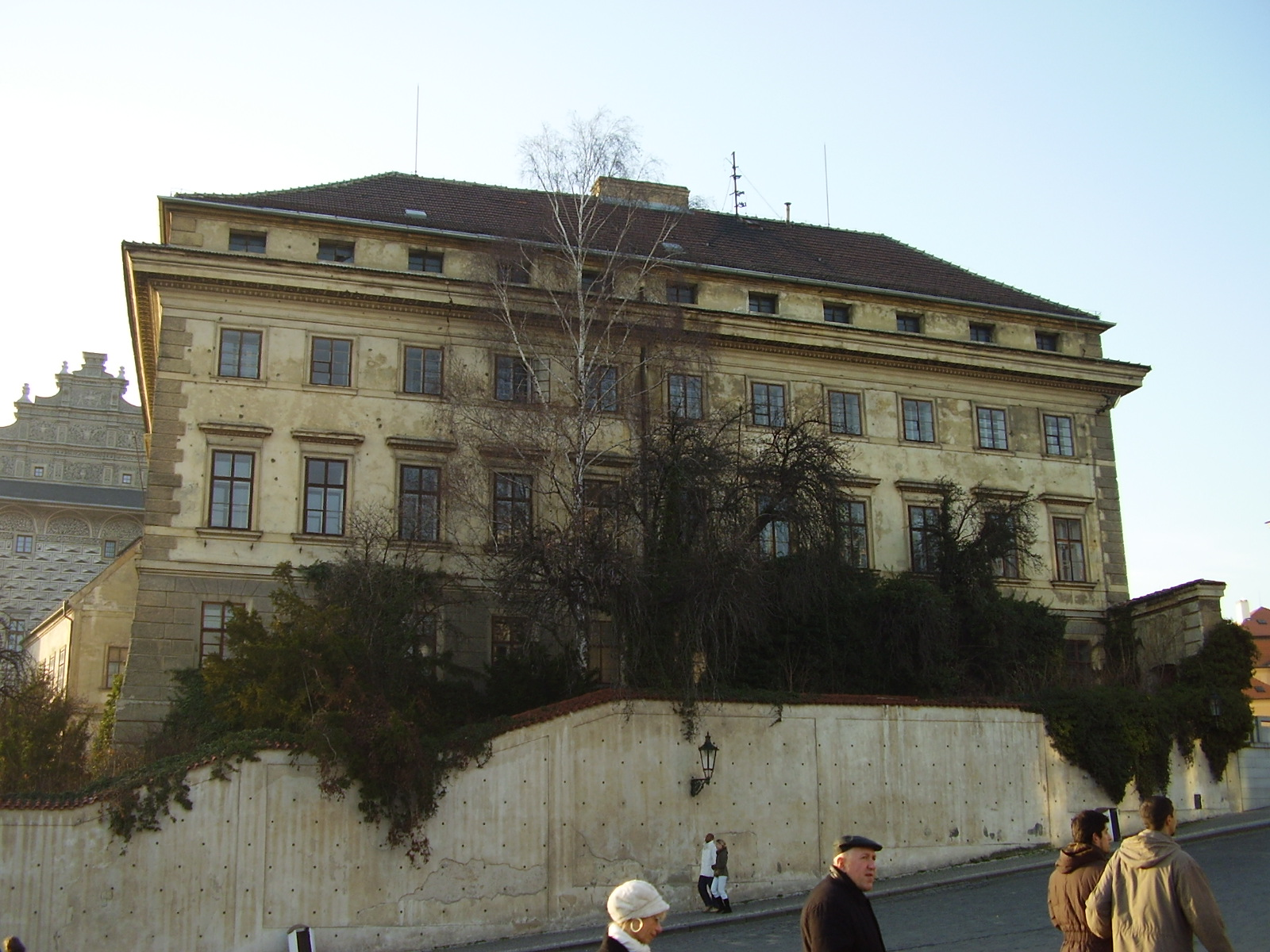
Palác od východu (před rekonstrukcí)
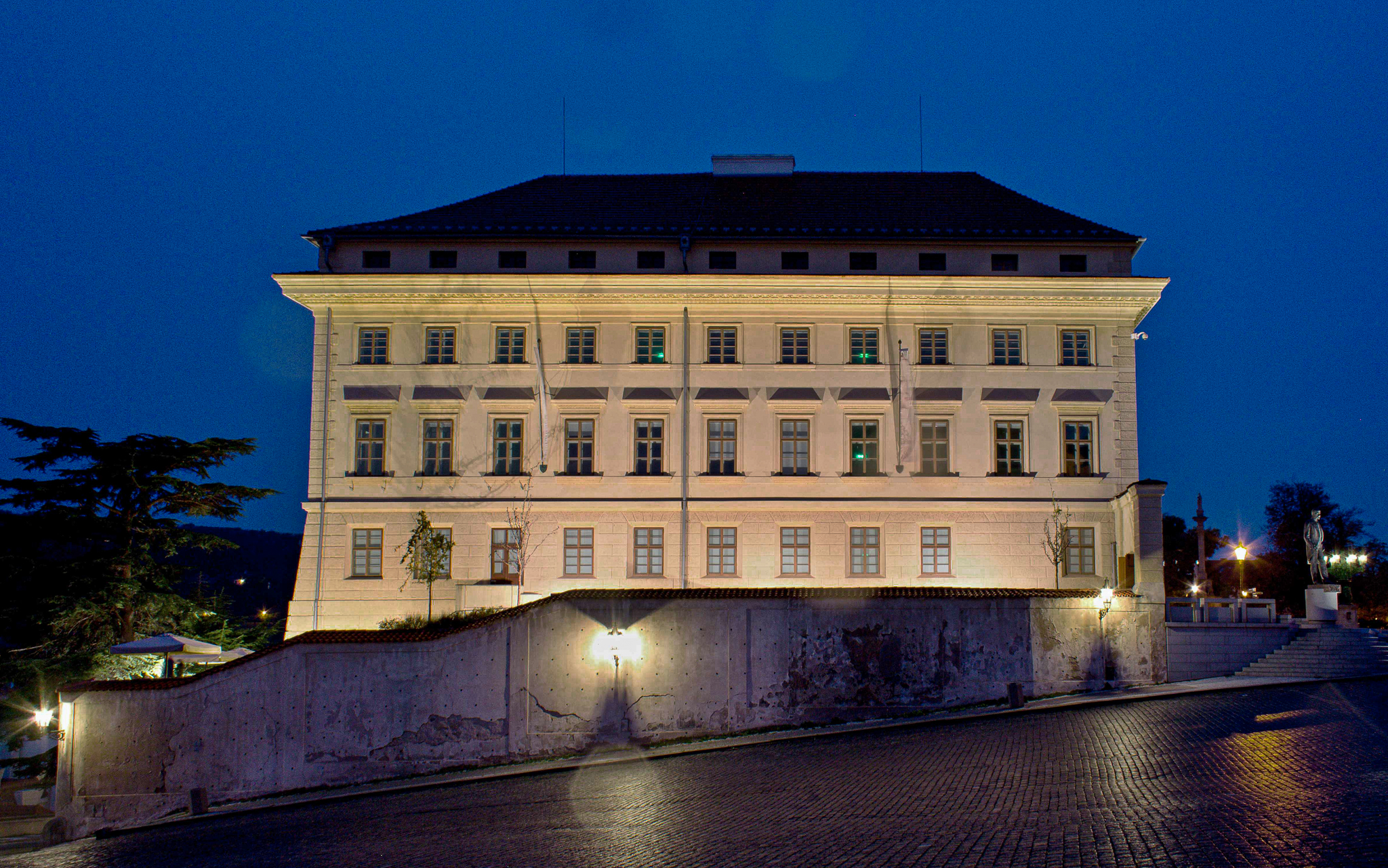
Večerní pohled na palác od východu (po rekonstrukci)
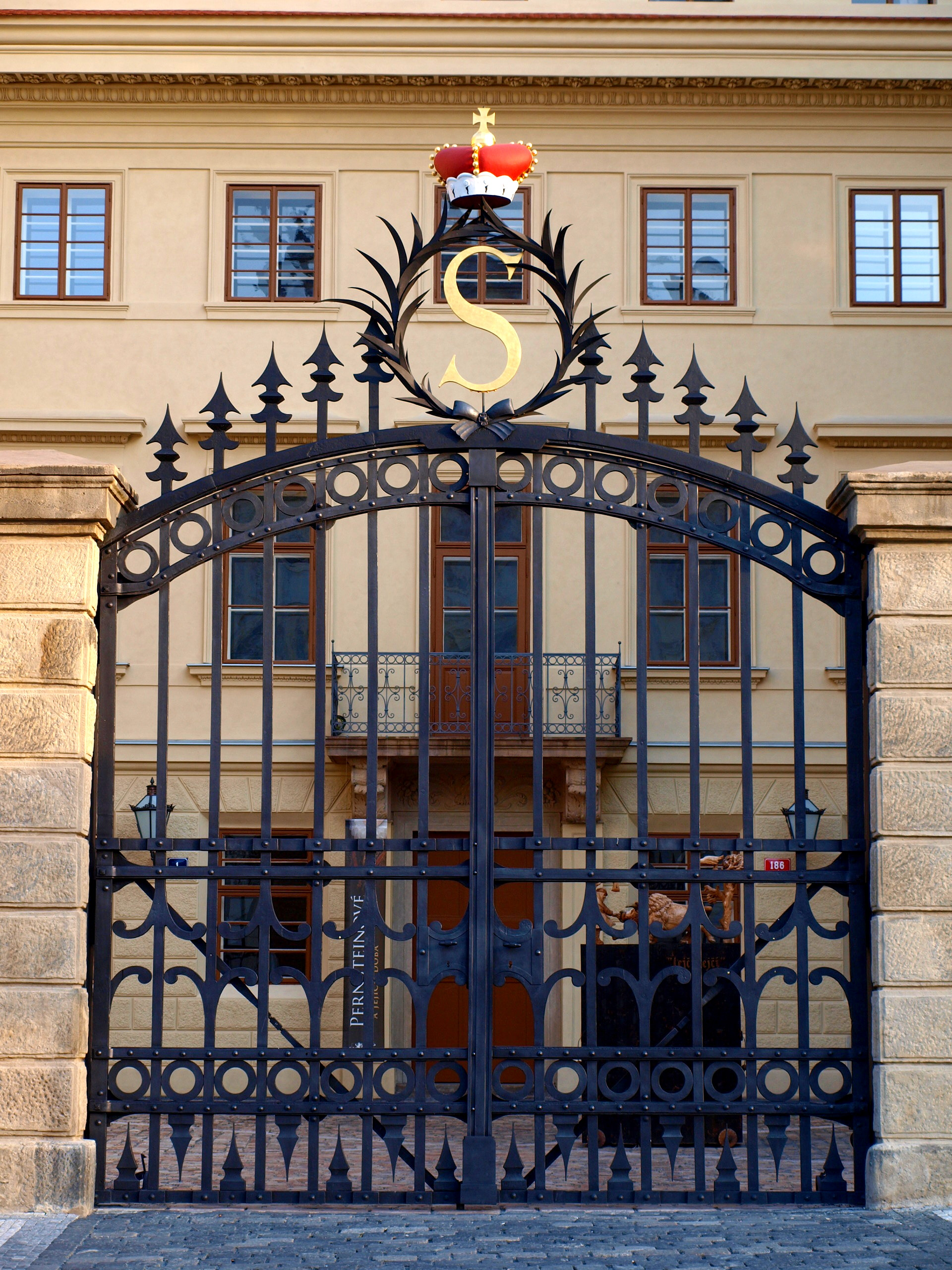
Brána paláce
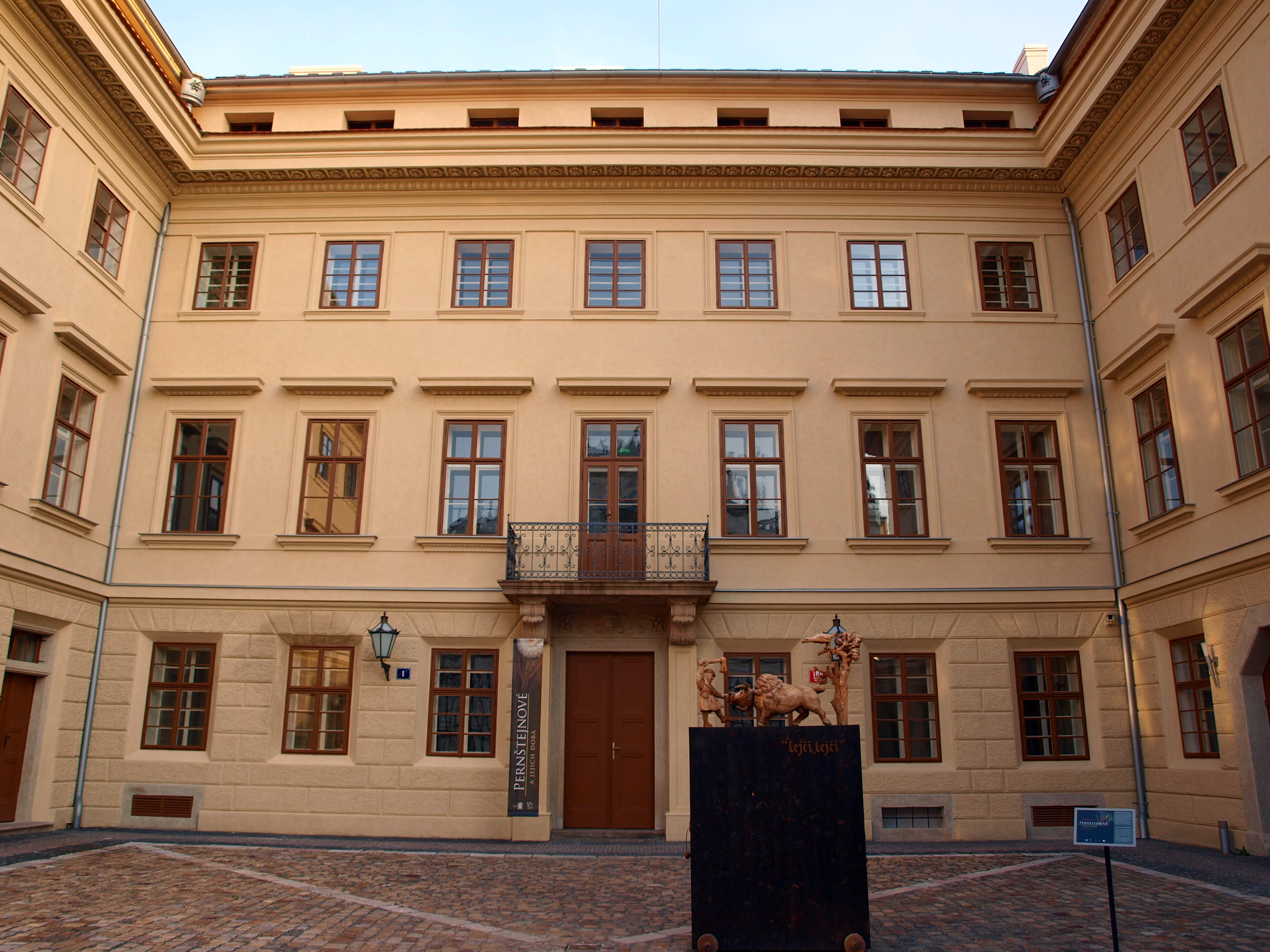
Nádvoří paláce
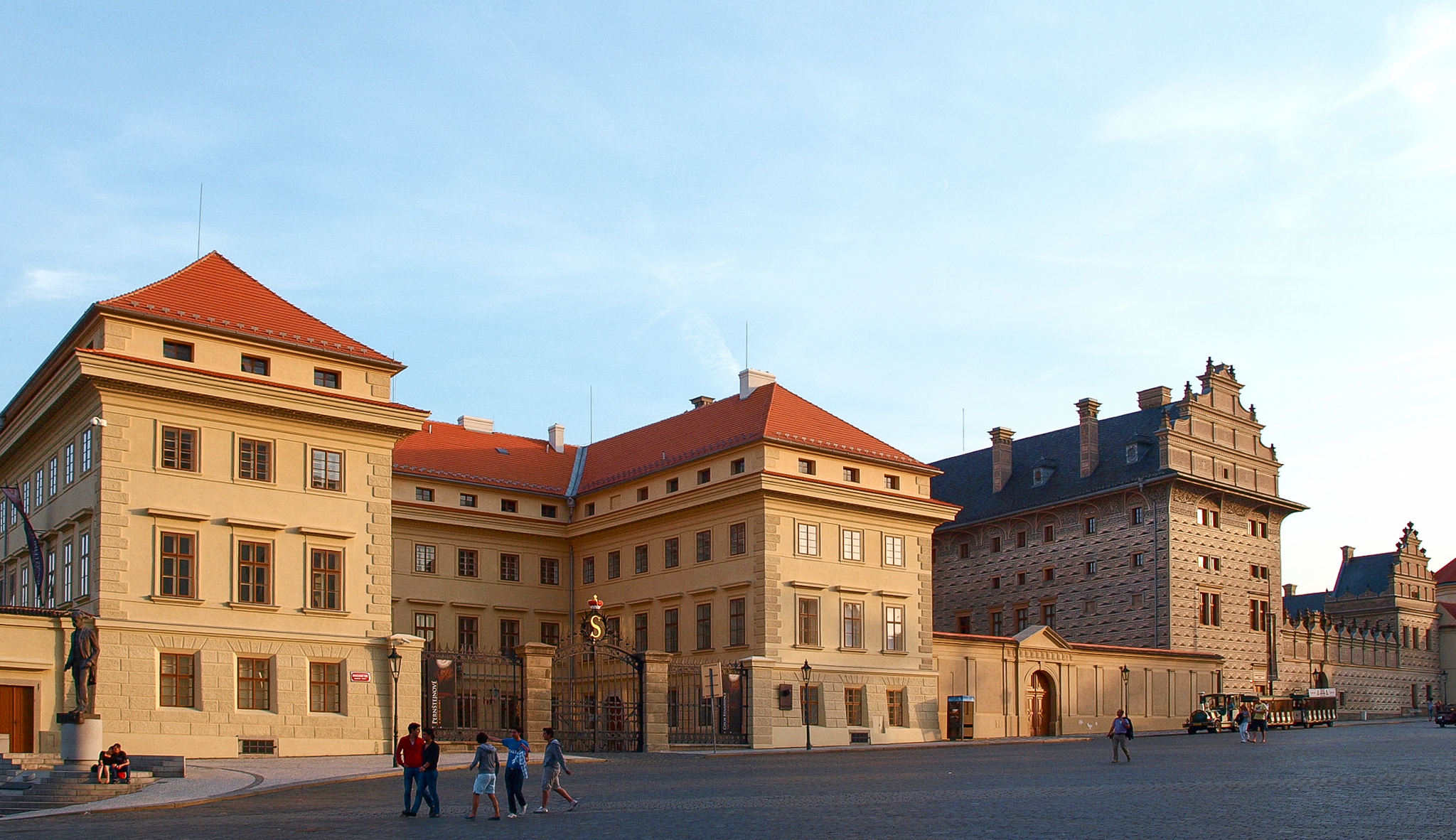
Salmovský palác, v pozadí Schwarzenberský palác